# マークス・レイテル
マークス・アンドレーヴィッチ・レイテル（ロシア語: Макс Андреевич Рейтер、1886年4月12日（4月24日） - 1950年4月6日）は、ソ連の軍人。大将。

## 経歴
ラトビアのヴィンダワ村（現ヴェンツピルス市）出身。1906年、ロシア帝国軍に志願。1910年、イルクーツク軍事学校を卒業。第一次世界大戦時、中隊、大隊を指揮し、軍本部附属委任将校、大佐となった。十月革命後、ソビエト側に移る。
1919年から赤軍。ロシア内戦時、北部戦線で白軍及び干渉軍と戦い、連隊副官、連隊長補佐、連隊長を務めた。1920年、ポーランド・ソビエト戦争に従軍し、1921年3月、クロンシュタットの反乱の鎮圧に参加した。1921年、狙撃旅団長、後に第11狙撃師団長補佐となった。1922年から共産党員。1923年、指揮要員高等学術課程を修了。1924年～1929年、第2沿アムール師団長、第30狙撃師団長。1928年、高等指揮要員完全化課程を修了。1929年、東清鉄道の戦いに参加。1930年12月から全ロシア国民経済会議の防衛部門に移り、ソ連防空産業副部長となる。1932年、シベリア軍管区の第73狙撃師団長。1935年、M.V.フルンゼ名称軍事アカデミーを卒業し、同年11月、参謀本部に勤務する。1936年～1939年、労農赤軍戦闘訓練局の課長。1940年1月から北カフカーズ軍管区司令官補佐、同年7月から副司令官。
独ソ戦時、中央戦線とブリャンスク戦線の後方部長兼副司令官（1941年8月～12月）、西部戦線司令官補佐（1942年2月～3月）。1942年3月から第20軍司令官、1942年9月～1943年6月、ブリャンスク戦線司令官。1943年3月、予備戦線を指揮。その後、ステップ軍管区を指揮し、ヴォロネジ戦線副司令官となった。1943年9月、南ウラル軍管区司令官。
1946年1月、「ヴィストレル」課程長。

## 表彰・受勲
レーニン勲章、赤旗勲章4個、一等スヴォーロフ勲章を受章。